# Tonnidae
Tonnidae zijn een familie van in zee levende slakken.

## Kenmerken

### Schelpen
Tonnidae hebben ronde tamelijk grote horens met een laag topgedeelte en een grote wijde laatste winding. De schelpen hebben afmetingen tussen 40 mm en in extreme gevallen tot ongeveer 30 cm. De schelp is verhoudingsgewijs dunschalig en licht met een duidelijke spiraalstructuur. De rand van de buitenlip is nauwelijks verdikt. Gewoonlijk zijn er geen varices. Onderaan in de mond zit een diepe siphonale inbochting of siphokanaal.
De schelpen zijn crèmewit tot bruin gekleurd, vaak met vlekken of kleurbanden. 

### Dieren
De dieren hebben een grote kruipvoet, een brede proboscis, haakvormige kaken en een grove taenioglosse radula. Volgroeide exemplaren hebben geen operculum.

## Leefwijze
Van de prooi worden grote stukken weefsel losgerukt die geheel worden verslonden. 

## Verspreiding en leefgebied
In tropische tot gematigde zeegebieden, van vrij ondiep water tot grote diepten (beneden 5000 m).
In Europa zijn drie soorten bekend:
- Tonna galea (Linnaeus, 1758), Reuzentonhoren
- Tonna pennata (Mörch, 1853)
- Eudolium crosseanum (Monterosato, 1869)

Tonna galea is inmiddels een beschermde soort.

## Taxonomie
Er zijn slechts enkele genera:
- Eudolium Dall, 1889
- Malea Valenciennes, 1833
- Tonna Brünnich, 1772.

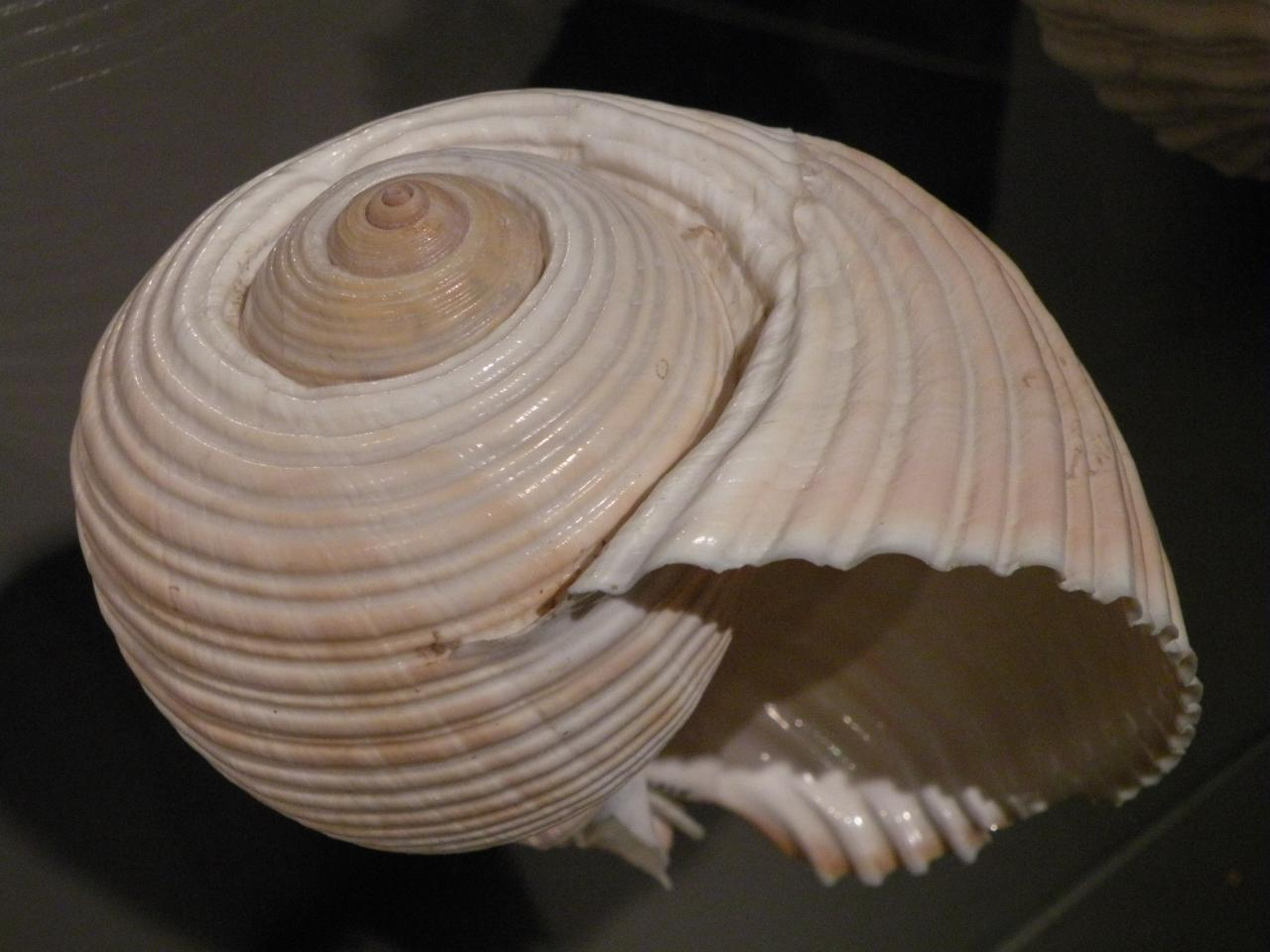
Tonna galea
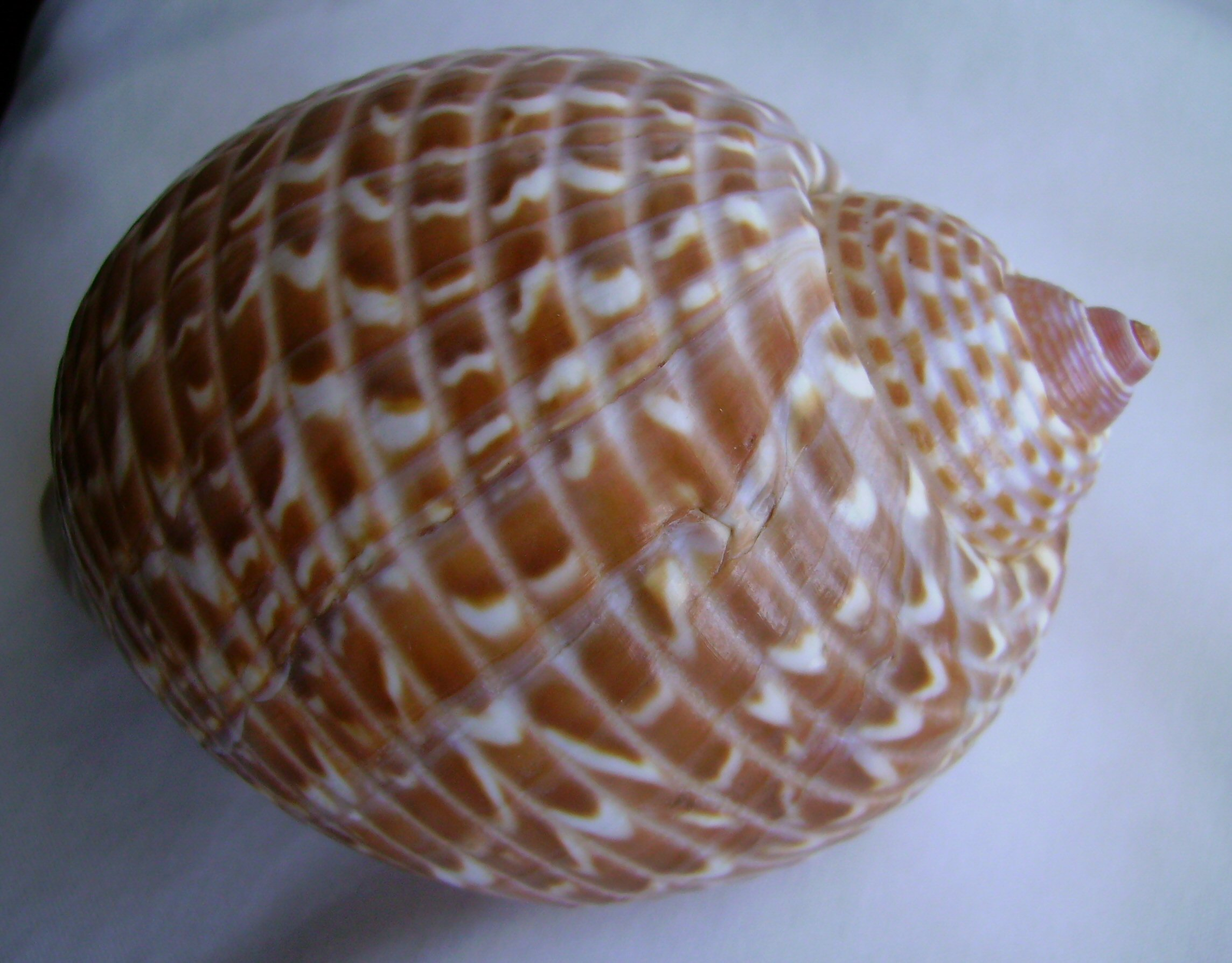
Tonna perdix
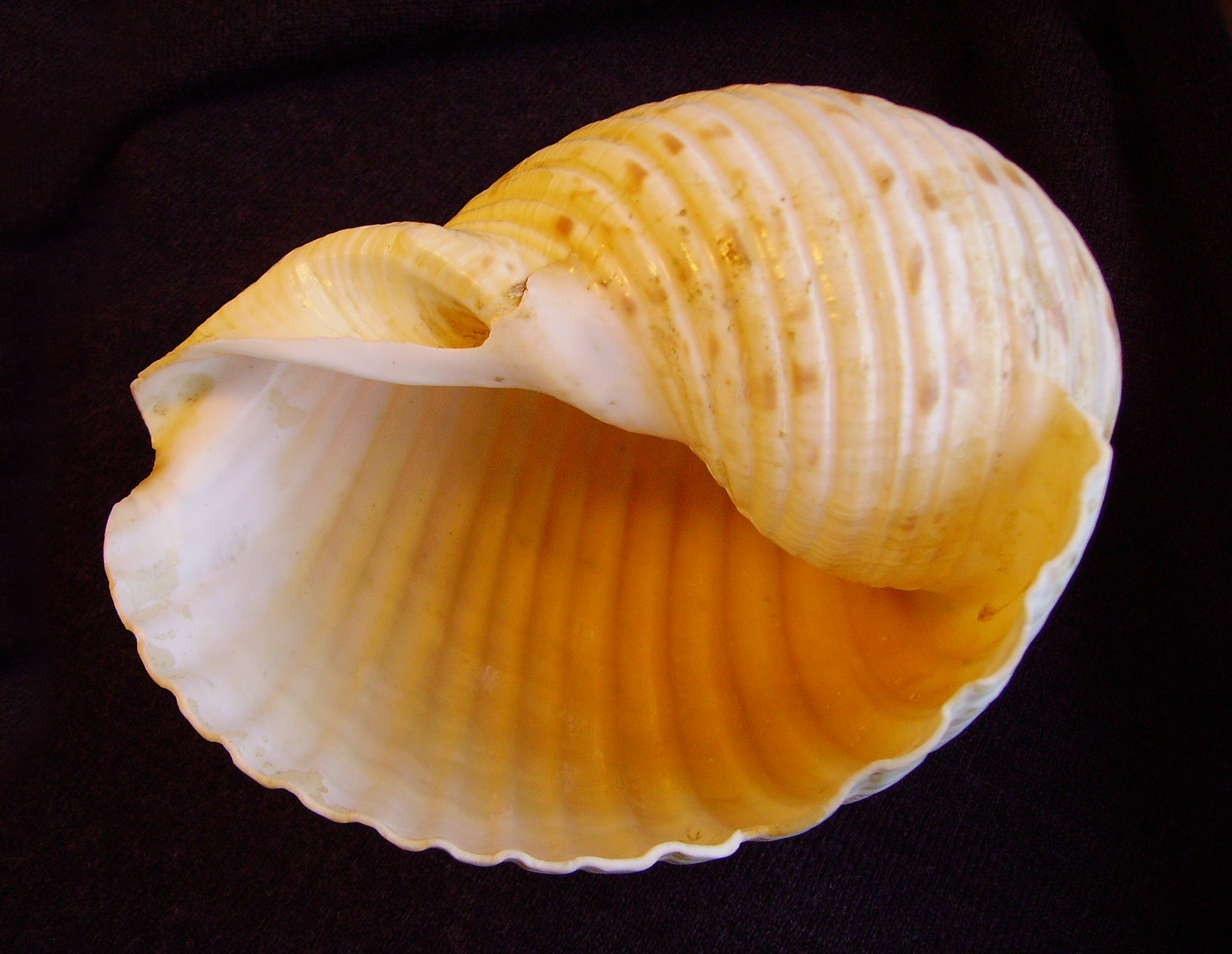
Tonna tankervillii